# Чика (гора)
Чика (алб. Maja e Çikës от алб. çikë девочка) — гора на юго-западе Албании высотой 2044 (2045) м над уровнем моря. Самый высокий пик Акрокераунских гор. Акрокераунские горы расположены вдоль части албанской Ривьеры, побережья Ионического моря от Саранды до полуострова Карабурун.
Климат — средиземноморский. Гора находится в области иллирийских лиственных лесов в лесах умеренной зоны палеарктического экорегиона. На западном склоне выше 1800 метров над уровнем моря произрастают сосна Гельдрейха (Pinus heldreichii), сосна чёрная (Pinus nigra), сосна румелийская (Pinus peuce), пихта македонская (Abies borisii-regis) и пихта белая (Abies alba). Эта область является частью Национального парка «Ллогара». В нижнем поясе горы до высоты 800 метров встречается маквис: самшит вечнозелёный (Buxus sempervirens), падуб остролистный (Ilex aquifolium). Произрастает можжевельник вонючий (Juniperus foetidissima), тис ягодный (Taxus baccata), клён белый (Acer pseudoplatanus), дуб каменный (Quercus ilex), дуб пробковый (Quercus suber). Эндемиком является зверобой Hypericum hapllophyllioides. 
Проживают белоголовый сип (Gyps fulvus), беркут (Aquila chrysaetos), настоящие олени (Cervus), европейская косуля (Capreolus capreolus), серна (Rupicapra rupicapra).
Вершина покрывается снегом.
На Чике находится исток реки Шушицы, притока Вьосы.

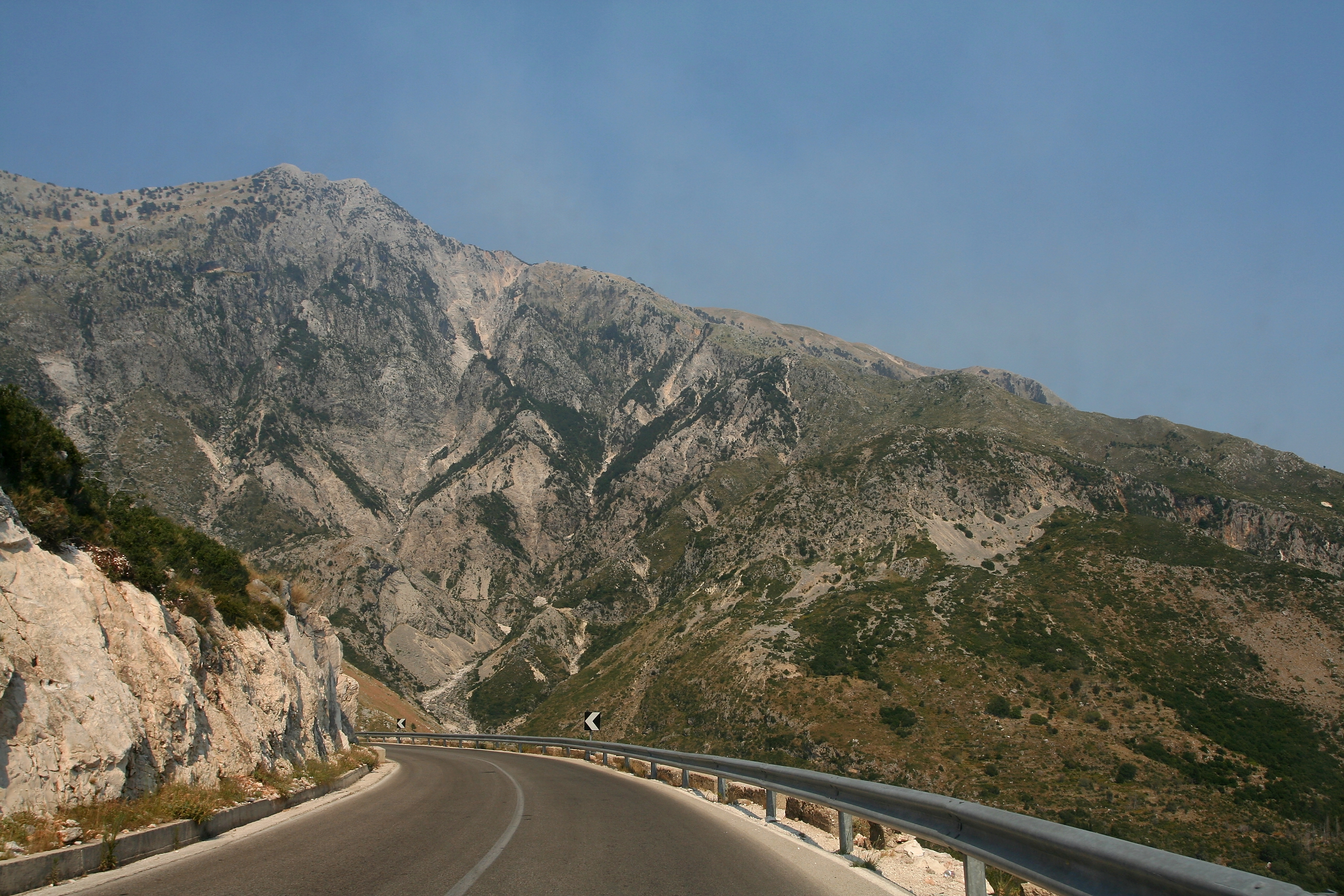
Вид на Чику с национальной дороги SH8
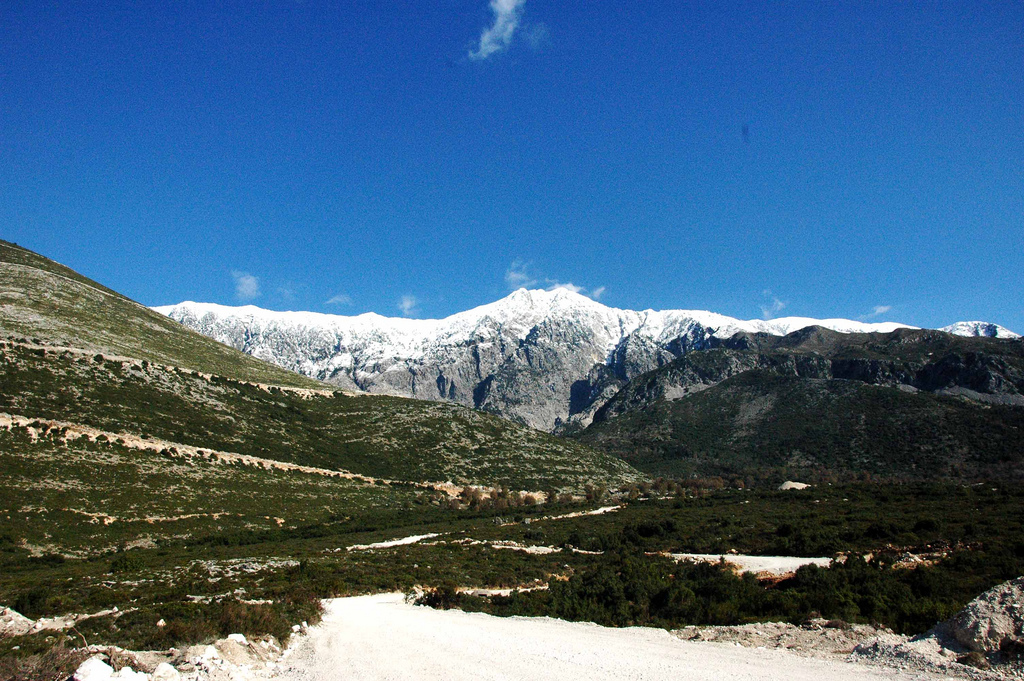
Вид на Чику из Дерми
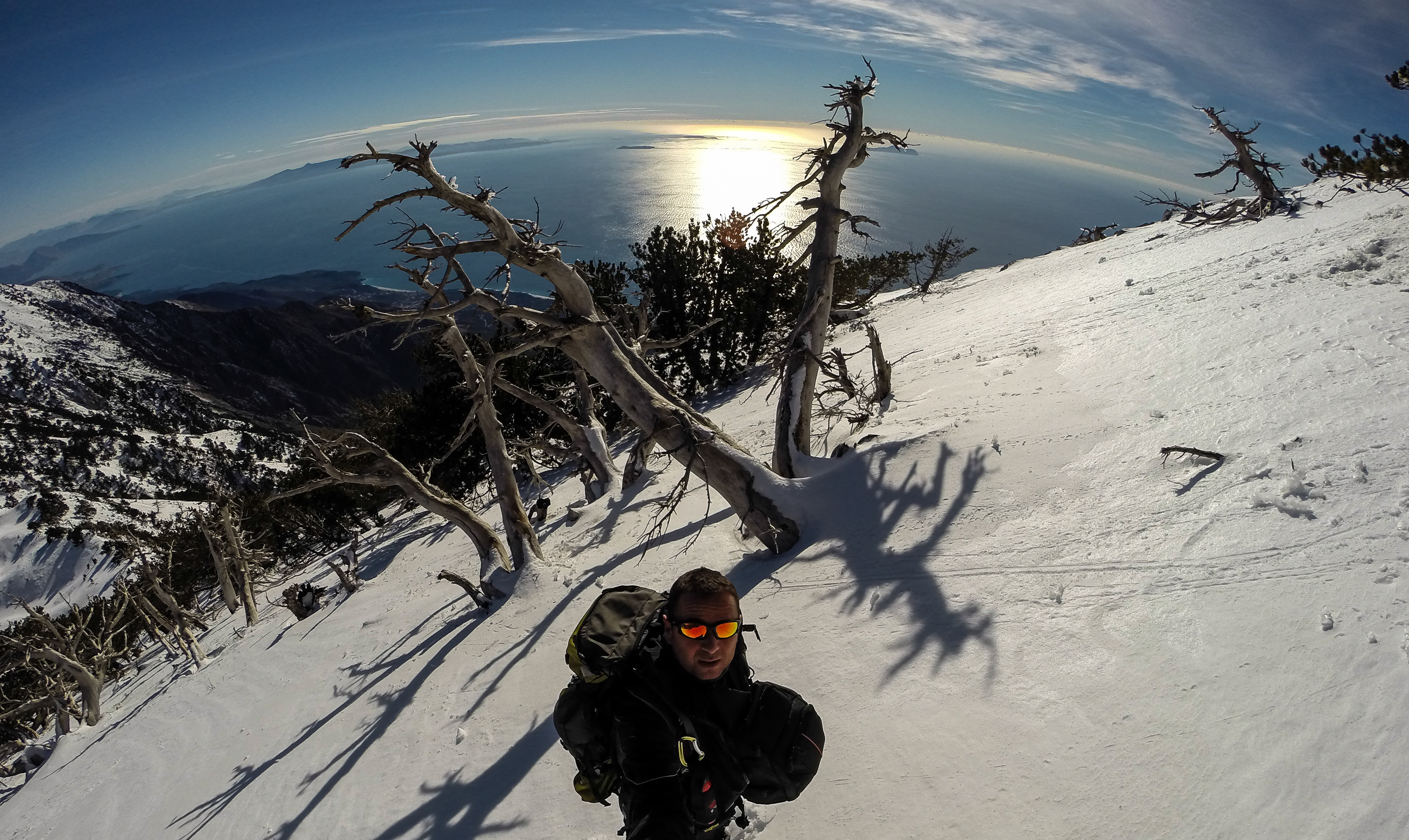
Вид с Чики